# Charles Scriver
Charles Robert Scriver, CC (* 7. November 1930 in Montreal; † 7. April 2023 ebenda) war ein kanadischer Kinderarzt und Genetiker.

## Leben
Charles Scrivers Eltern waren beide Ärzte. Seine Mutter gehörte zu dem ersten Jahrgang, in dem Frauen an der McGill University in Montreal Medizin studieren durften.
Scriver erwarb 1951 an der McGill University einen Bachelor und 1955 den MDCM (vergleichbar dem M.D.) als Abschluss des Medizinstudiums. Er arbeitete als Assistenzarzt an der McGill University und der Harvard University, bevor er 1958 als Forschungsassistent zu Charles Dent und Harry Harris nach London ging. 1961 wechselte Scriver zurück an die McGill University, wo er das deBelle Laboratory für biochemische Humangenetik gründete, eine Forschungseinrichtung des Montreal Children’s Hospital am McGill University Health Centre. 1969 erhielt er eine Professur für Kinderheilkunde, 1978 zusätzlich für Humangenetik. Zuletzt hatte er zusätzlich noch Professuren für Biochemie und Biologie inne. 2009 ging Scriver in den Ruhestand.
Scriver war ab 1956 mit Esther Pierce verheiratet. Das Paar hat vier Kinder.

## Wirken
Scriver hat wesentlich zur Erkennung und Behandlung angeborener Stoffwechselstörungen beigetragen. Frühe Arbeiten Scrivers befassten sich vor allem mit Transportsystemen für Aminosäuren und Phosphate sowie die Erbkrankheiten, die durch Störungen dieser Systeme verursacht werden. Später erwirkte er die Anreicherung von Milchprodukten mit Vitamin D zur Verhütung der Rachitis in Kanada und installierte Programme zur Früherkennung der Phenylketonurie und anderer angeborener Stoffwechselstörungen bei Neugeborenen (Neugeborenen-Screening). Weitere Arbeiten befassten sich mit der Populationsgenetik Kanadas und mit Bioinformatik.

## Auszeichnungen (Auswahl)
- 1973 Mitglied der Royal Society of Canada[2]
- 1978 William Allan Award[3][4]
- 1979 Gairdner Foundation International Award[5]
- 1981 McLaughlin Medal der Royal Society of Canada[6]
- 1986 Officer of the Order of Canada[7]
- 1991 Mitglied der Royal Society[8]
- 1992 Ehrendoktorat der University of Manitoba[9]
- 1993 Ehrendoktorate der Universität Glasgow und der Universität Montreal
- 1995 Prix Wilder-Penfield der Regierung von Québec[10]
- 1996 Companion of the Order of Canada[7]
- 1997 Grand Officer of the National Order of Quebec
- 1999 Ehrendoktor der Universität Utrecht
- 2001 Aufnahme in die Canadian Science and Engineering Hall of Fame[11] und die Canadian Medical Hall of Fame[12]
- 2007 Ehrendoktorat der University of Western Ontario[13]
- 2010 John Howland Award[14][15]